# The Essence
The Essence ist eine Dark-Wave-/Gothic-Rock-Band aus den Niederlanden. Die Gruppe um den Sänger Hans Diener (Gitarre, Gesang) – bestehend aus Mark (Keyboard), Jos (Bass) und George (Schlagzeug) – wird oft als musikalisch enger Verwandter von The Cure betrachtet, deren Songs sie bei ihren Konzerten auch gerne mal covert. Ihre größten Erfolge feierte die Band Ende der 1980er Jahre.

## Bandgeschichte
Die Band wurde 1984 als klassische Schülerband gegründet. Nach einem Jahr intensiven Tourens wurde ein Vertrag mit dem Label Midnight Music unterzeichnet, der die Veröffentlichung des ersten Albums Purity möglich machte, das insbesondere durch die Single The Cat in Deutschland und den Niederlanden erfolgreich war. Im Jahre 1987 folgte das zweite Album A Monument of Trust, dessen Auskopplung A Mirage schaffte es sogar in die spanischen Top 10. The Essence tourten quer durch Europa und konnten nicht nur in den Niederlanden, sondern auch in Frankreich, Deutschland, Spanien, Großbritannien und der Schweiz eine treue Fangemeinde aufbauen. Das dritte Album Ecstasy erschien 1988, gefolgt von dem Konzeptalbum Nothing Lasts Forever im darauffolgenden Jahr. Mit letzterem gelang es der Band, sogar in Japan und den USA Fuß zu fassen. Damit endete aber auch der erste Abschnitt der Bandgeschichte, es wurden noch die Best-Of Dancing in the Rain sowie eine Kompilation, bestehend aus den letzten beiden Alben, veröffentlicht.
Im Jahre 1996 folgte dann die Veröffentlichung des Studioalbums Glow bei einem neuen Label. Diese CD ist mittlerweile nicht mehr erhältlich und hat deshalb unter Fans einen hohen Sammlerwert. Während für dieses Album noch ausgiebig getourt wurde, ist es mittlerweile relativ ruhig um die Band geworden. Auftritte finden fast nur noch in Deutschland und den Niederlanden statt und haben Seltenheitswert.

## Diskografie

### Alben
- 1985: Purity
- 1987: A Monument of Trust
- 1988: Ecstasy
- 1991: Nothing Lasts Forever
- 1994: Dancing in the Rain (Best Of)
- 1996: Ecstasy / Nothing Lasts Forever
- 1996: Glow
- 2015: Afterglow

### Singles
- 1985: Endless Lakes
- 1985: The Cat (Remix)
- 1987: A Mirage / Un Espejismo
- 1990: Only for You
- 1990: Like Christ
- 1991: Out of Grace
- 1994: A Mirage '94 – The Mixes
- 1996: Gone
- 1996: Taking on the World